# Кэнон Иглз
«Кэнон Иглз» (яп. キヤノンイーグルス, англ. Canon Eagles — «Орлы») — японский регбийный клуб, выступающий в высшем дивизионе национального регби — Топ-Лиге. Основанная в 1980 году команда находится в собственности международной машиностроительной корпорации Canon. Домашние встречи клуба проходят на различных стадионах, сама же команда базируется в городе Матида. Официальное прозвище «Иглз» коллектив приобрёл в 2010 году.
«Орлы» дебютировали в высшем дивизионе в сезоне 2012/13. Выиграв трижды и проиграв в десяти матчах, команда финишировала на одиннадцатом месте из четырнадцати. Это не позволило «Иглз» пройти отбор в пятидесятый розыгрыш Всеяпонского регбийного чемпионата, однако клуб сохранил прописку с высшем дивизионе. 

## Тренеры
- Ёдзи Нагатомо (с 2015 года)
- Альберт ван ден Берг
- Кис Ленсинг
- Юки Имамура

## Состав
Состав на сезон 2015/16.